# Lillån, Lokasjön
Lillån är en å i Markaryds kommun, Sverige. Vattendraget är ett biflöde till Lagan. Genom biflödet Strömmabäcken förbinds det med flera sjöar söder om Markaryd medan Grytån ansluter från öster. I vattendraget finns gädda.